# 多赫南伊·埃尔诺
多赫南伊·埃尔诺（匈牙利語：Dohnányi Ernő；1877年6月27日—1960年2月9日），匈牙利作曲家，钢琴家，指挥家。其孙克里斯托夫·冯·多赫南伊是著名的当代指挥家。
尽管身处20世纪，多赫南伊的作品却是纯粹的浪漫主义风格，对他影响最大的是勃拉姆斯和李斯特。多赫南伊的作品常有宽广的旋律，丰满的和声和精湛的技术，但有时失于过分精雕细刻。很长一段时间内，人们认为他的音乐过于保守，意义不大，但近年来他的作品已得到越来越多的上演机会。

## 生平
多赫南伊早年在布达佩斯音乐学院学习，曾是巴托克的同学。1896年，他的《第一钢琴五重奏》受到了勃拉姆斯的赏识。1897年移居柏林，以钢琴家身份在欧洲各地巡回演出。1915年回国，任布达佩斯爱乐乐团指挥。期间曾演出贝多芬全部钢琴作品。1934年任布达佩斯音乐学院院长。二战后移居美国，在佛罗里达州立大学任教，并留下了许多珍贵的录音。

## 外部連結
- 多赫南伊·埃尔诺的免费乐谱，由国际乐谱典藏计划提供
- 多赫南伊·埃尔诺在Allmusic上的頁面